# Niviventer cameroni
Niviventer cameroni — вид пацюків (Rattini), ендемік Малайзії.

## Морфологічна характеристика
Довжина голови й тулуба від 152 до 154 мм, довжина хвоста від 241 до 263 мм, довжина лапи від 32 до 37 мм, довжина вуха від 25 до 26 мм. Волосяний покрив усипаний колючими волосками. Колір спинної частини яскраво-червонувато-бурий, усипаний довгими чорнуватими волосками, а черевні частини білі. Лінія поділу вздовж боків чітка. Лапи довгі й тонкі. Хвіст значно довший від голови й тулуба, він темно-коричневий зверху і білий знизу і на кінчику.

## Середовище проживання
Його було знайдено лише в гірських лісах нагір'я Камерон на Малайському півострові на висоті 1500–2000 метрів.

## Спосіб життя
Це нічний і наземний вид.